# Euphronarcha epiphloea
Euphronarcha epiphloea là một loài bướm đêm trong họ Geometridae.